# Golf na Światowych Wojskowych Igrzyskach Sportowych 2019
Golf na 7. Światowych Wojskowych Igrzyskach Sportowych  – jedna z dyscyplin rozgrywana podczas igrzysk wojskowych w chińskim Wuhanie.  Zawody odbyły w dniach 19 – 23 października na polu golfowym Tianwaitian Golf Course.

## Harmonogram
| Październik 2019 Golf | 18 Pi | 19 So | 20 Ni | 21 Po | 22 Wt | 23 Śr | 24 Cz | 25 Pi | 26 So | 27 Ni |
| Kobiet                |       |       |       |       |       |       |       |       |       |       |
| --------------------- | ----- | ----- | ----- | ----- | ----- | ----- | ----- | ----- | ----- | ----- |
| – indywidualnie       |       |       |       |       |       |       |       |       |       |       |
| – drużynowo           |       |       |       |       |       |       |       |       |       |       |
| Mężczyzn              |       |       |       |       |       |       |       |       |       |       |
| – indywidualnie       |       |       |       |       |       |       |       |       |       |       |
| – drużynowo           |       |       |       |       |       |       |       |       |       |       |

Legenda
|  | Dzień zawodów |  | Runda finałowa |

## Uczestnicy
W zawodach wzięło udział 98 zawodników z 15 państw.

### Kobiety
W turnieju drużynowym kobiet brało udział 9 zespołów narodowych (24 golfistek).
- Brazylia (3)
- Francja (3)
- Hiszpania (2)
- Holandia (3)
- Kanada (3)
- Niemcy (2)
- Stany Zjednoczone (3)
- Uganda (2)
- Zimbabwe (3)

W turnieju drużynowym mogło startować maksymalnie 3 golfistek z jednego państwa. Punkty do ogólnego wyniku drużyny były zaliczane tylko dwóch zawodniczek.

### Mężczyźni

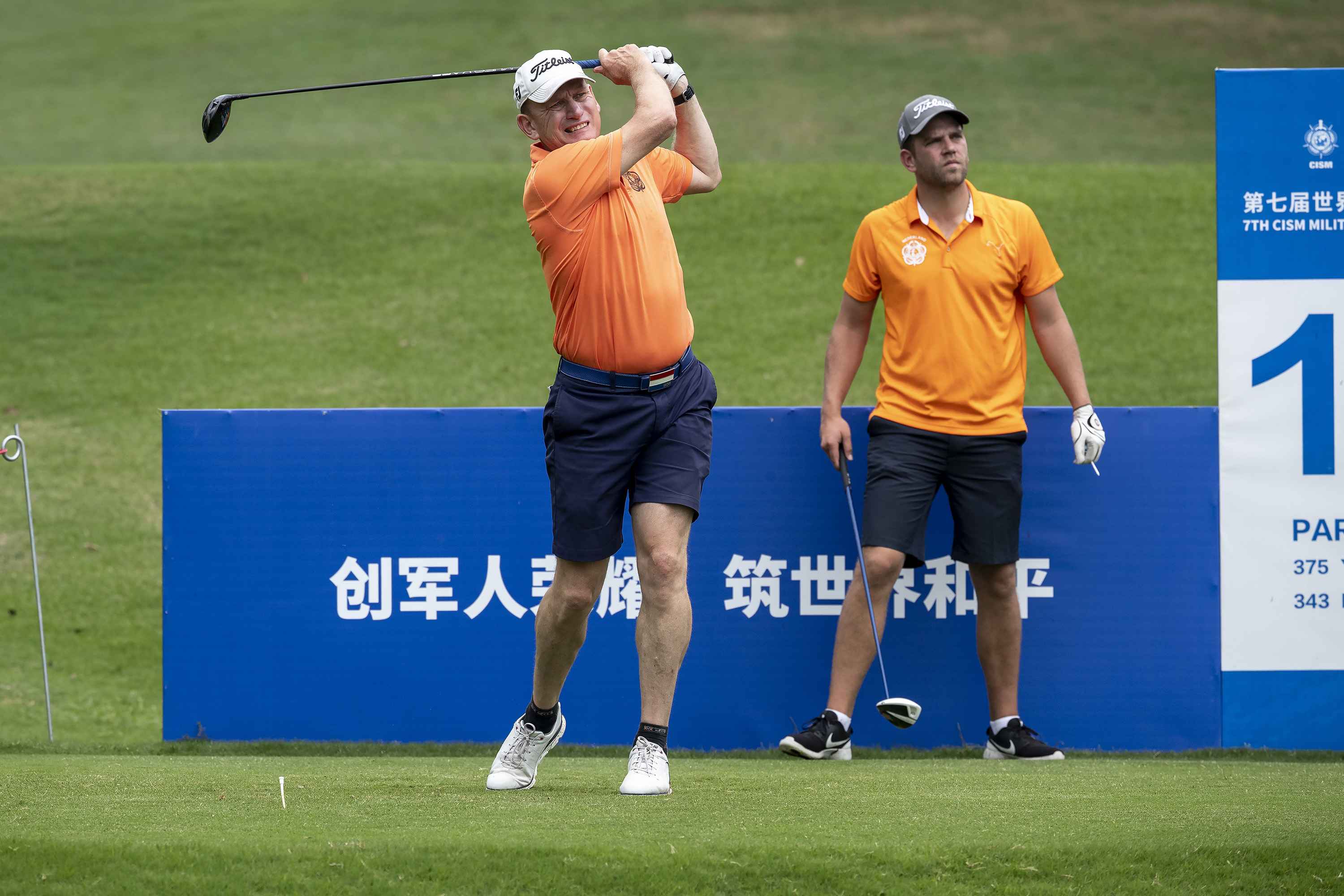
Wuhan 2019. Holenderscy golfiści.

W zawodach indywidualnych wzięło udział 74 golfistów z 14 państw. W turnieju drużynowym mężczyzn brało udział 12 zespołów narodowych.

- Bahrajn (6)
- Brazylia (6)
- Estonia (6)
- Francja (6)
- Hiszpania (6)
- Holandia (6)
- Kanada (5)
- Niemcy (6)
- Pakistan (4)
- Sri Lanka (6)
- Stany Zjednoczone (6)
- Zimbabwe (5)

udział w zawodach indywidualnych;
- Finlandia (2)
- Dominikana (3)

W zawodach mogło startować maksymalnie 6 zawodników z jednego państwa. Indywidualne rezultaty czterech golfistów były zaliczane do ogólnego wyniku drużyny (medale otrzymywali wszyscy zawodnicy drużyny biorący udział w zawodach).

## Medaliści
| Konkurencja   | Złoto | Srebro | Brąz |
| Mężczyźni     | Mężczyźni | Mężczyźni | Mężczyźni |
| ------------- | --- | --- | --- |
| Indywidualnie | Rodrigo Lee | Maxime Radureau                                                                                                | Rafael Becker |
| Drużynowo     | Brazylia – 1111 · Andre Tourinho · Daniel Ishii · Rodrigo Lee · Rafael Becker · Philippe Gasnier · Gustavo Teodoro | Francja – 1163 · Maxime Radureau · Nicolas Calvet · Leonard Bem · Frederic Alba · Mael Tasset · Andre de L Arc | Stany Zjednoczone – 1195 · Dalton Dishman · Justin Broussard · Andrew Fecteau · Russell Marion · Ian Milne · Brandon Johnson |
| Kobiety       | | | |
| Indywidualnie | Suely Miriam Nagl                                                                                                  | Josephine Farrando                                                                                             | Linda Jeffery |
| Drużynowo     | Brazylia – 595 · Suely Miriam Nagl · Clara Teixetra · Laura Caetano                                                | Stany Zjednoczone – 605 · Linda Jeffery · Melanie DeLeon · Laurel Gill                                         | Francja – 606 · Josephine Farrando · Anyssia Herbaut · Marine Riguidel                                                       |

## Klasyfikacja medalowa
* Gospodarz zawodów został zaznaczony tym kolorem.
| Miejsce           | Reprezentacja     | Złoto | Srebro | Brąz | Razem |
| ----------------- | ----------------- | ----- | ------ | ---- | ----- |
| 1                 | Brazylia          | 4     | 0      | 1    | 5     |
| 2                 | Francja           | 0     | 3      | 1    | 4     |
| 3                 | Stany Zjednoczone | 0     | 1      | 2    | 3     |
| Ogółem (3 państw) | Ogółem (3 państw) | 4     | 4      | 4    | 12    |

Źródło: Wuhan